# Инден (Рајнланд)
Инден (њем. Inden) општина је у њемачкој савезној држави Северна Рајна-Вестфалија. Једно је од 15 општинских средишта округа Дирен. Према процјени из 2010. у општини је живјело 6.969 становника. Посједује регионалну шифру (AGS) 5358020, NUTS (DEA26) и LOCODE (DE IDE) код.

## Географски и демографски подаци
Инден се налази у савезној држави Северна Рајна-Вестфалија у округу Дирен. Општина се налази на надморској висини од 106 метара. Површина општине износи 35,9 km². У самом мјесту је, према процјени из 2010. године, живјело 6.969 становника. Просјечна густина становништва износи 194 становника/km².